# Tom Pappas
Thomas (Tom) Pappas (Azalea, 6 september 1976) is een Amerikaanse atleet, die is gespecialiseerd in de meerkamp. Hij werd wereldkampioen op de tienkamp (outdoor) en op de zevenkamp. Ook werd hij verschillende malen Amerikaans kampioen. In totaal nam hij driemaal deel aan de Olympische Spelen, maar won hierbij geen medailles.

## Biografie

### Start sportloopbaan
Tijdens zijn schooltijd deed Pappas aan American football, baseball en worstelen. Zijn grootvader, die professioneel worstelaar was, stimuleerde hem om ook aan worstelen te doen. Zijn vader Nick Pappas was een speerwerper en zijn broer Paul Pappas is eveneens een tienkamper.
Op negentienjarige leeftijd stapte Pappas over op tienkamp. Zijn eerste succes behaalde hij in 1995 op de Pan-Amerikaanse jeugdkampioenschappen in het Chileense Santiago. Met een persoonlijk record van 7198 punten veroverde hij een gouden medaille. Wegens een blessure was hij in 1998 een jaar uit de running. In 1999 verbeterde hij zich met meer dan 800 punten.

### Twee wereldtitels in één jaar
Op zowel de wereldindoorkampioenschappen van 2003 in Birmingham als de wereldkampioenschappen van 2003 in Parijs won Tom Pappas goud. Hij is de tweede Amerikaan die hierin slaagde.
Hij is zevenvoudig Amerikaans kampioen op de meerkamp. Op de Olympische Spelen van 2000 in Sydney werd hij vijfde.
Tom Pappas was de grote favoriet op de Olympische Spelen van 2004 in Athene, maar moest op de tweede dag opgeven als gevolg van een opgelopen blessure bij het verspringen. Op dat moment stond hij vijfde in de tussenstand. Vier jaar later moest hij bij de Olympische Spelen van 2008 in Peking ook nog voor het laatste onderdeel opgeven.

### Privé
Pappas is getrouwd met zevenkampster Kim Schiemenz. Samen hebben zij een dochter, Kinley, die op 8 januari 2005 werd geboren.

## Titels
- Wereldkampioen tienkamp - 2003
- Wereldindoorkampioen zevenkamp - 2003
- Amerikaans kampioen tienkamp - 2000, 2002, 2003, 2006, 2007
- Amerikaans indoorkampioen zevenkamp - 2000, 2002
- Pan-Amerikaans jeugdkampioen tienkamp - 1995

## Persoonlijke records
Outdoor
| Onderdeel            | Prestatie | Datum             | Plaats    |
| -------------------- | --------- | ----------------- | --------- |
| 100 m                | 10,65     | 1 juni 2003       | Götzis    |
| 400 m                | 47,58     | 26 augustus 2003  | Parijs    |
| 1500 m               | 4.35,14   | 1995              |           |
| 110 m horden         | 13,90     | 30 mei 2004       | Götzis    |
| hoogspringen         | 2,21 m    | 27 september 2000 | Sydney    |
| polsstokhoogspringen | 5,20 m    | 2 juni 2002       | Götzis    |
| verspringen          | 7,96 m    | 21 juni 2003      | Palo Alto |
| kogelstoten          | 16,26 m   | 29 juni 2008      | Eugene    |
| discuswerpen         | 52,18 m   | 2003              |           |
| speerwerpen          | 66,56 m   | 9 juni 2000       | Sarasota  |
| tienkamp             | 8784 p    | 22 juni 2003      | Palo Alto |

Indoor
| Onderdeel            | Prestatie | Datum            | Plaats      |
| -------------------- | --------- | ---------------- | ----------- |
| 60 m                 | 6,89 s    | 15 maart 2003    | Birmingham  |
| 1000 m               | 2.49,32   | 7 maart 2004     | Chapel Hill |
| 55 m horden          | 7,32 s    | 21 februari 2003 | Knoxville   |
| 60 m horden          | 7,80 s    | 16 maart 2003    | Birmingham  |
| hoogspringen         | 2,21 m    | 3 maart 2000     | Atlanta     |
| polsstokhoogspringen | 5,18 m    | 7 februari 2003  | Lexington   |
| verspringen          | 7,56 m    | 15 maart 2003    | Birmingham  |
| kogelstoten          | 16,83 m   | 18 januari 2008  | Manhattan   |
| zevenkamp            | 6361 p    | 16 maart 2003    | Birmingham  |

## Palmares

### zevenkamp
- 2003:  WK indoor - 6361 p

### tienkamp
- 1995:  Pan-Amerikaanse jeugdkamp. - 7198 p
- 1999: DNF WK
- 2000: 5e OS - 8425 p
- 2001:  Goodwill Games - 8420 p
- 2002:  IAAF Grand Prix Finale
- 2002:  Décastar - 8525 p
- 2002:  IAAF World Combined Events Challenge - 25506 p
- 2003:  WK - 8750 p
- 2003:  Grand Prix Finale
- 2003:  IAAF World Combined Events Challenge - 26119 p
- 2004: DNF OS
- 2007: DNF WK
- 2008: DNF OS

## Onderscheidingen
- Jesse Owens Award - 2003

1983 Daley Thompson ·
1987 Torsten Voss ·
1991 Dan O'Brien ·
1993 Dan O'Brien ·
1995 Dan O'Brien ·
1997 Tomáš Dvořák ·
1999 Tomáš Dvořák ·
2001 Tomáš Dvořák ·
2003 Tom Pappas ·
2005 Bryan Clay ·
2007 Roman Šebrle ·
2009 Trey Hardee ·
2011 Trey Hardee ·
2013 Ashton Eaton ·
2015 Ashton Eaton ·
2017 Kévin Mayer ·
2019 Niklas Kaul ·
2022 Kévin Mayer ·
2023 Pierce LePage